# Narandiba
Narandiba este un oraș în São Paulo (SP), Brazilia.